# Jeff Ward (Schauspieler)

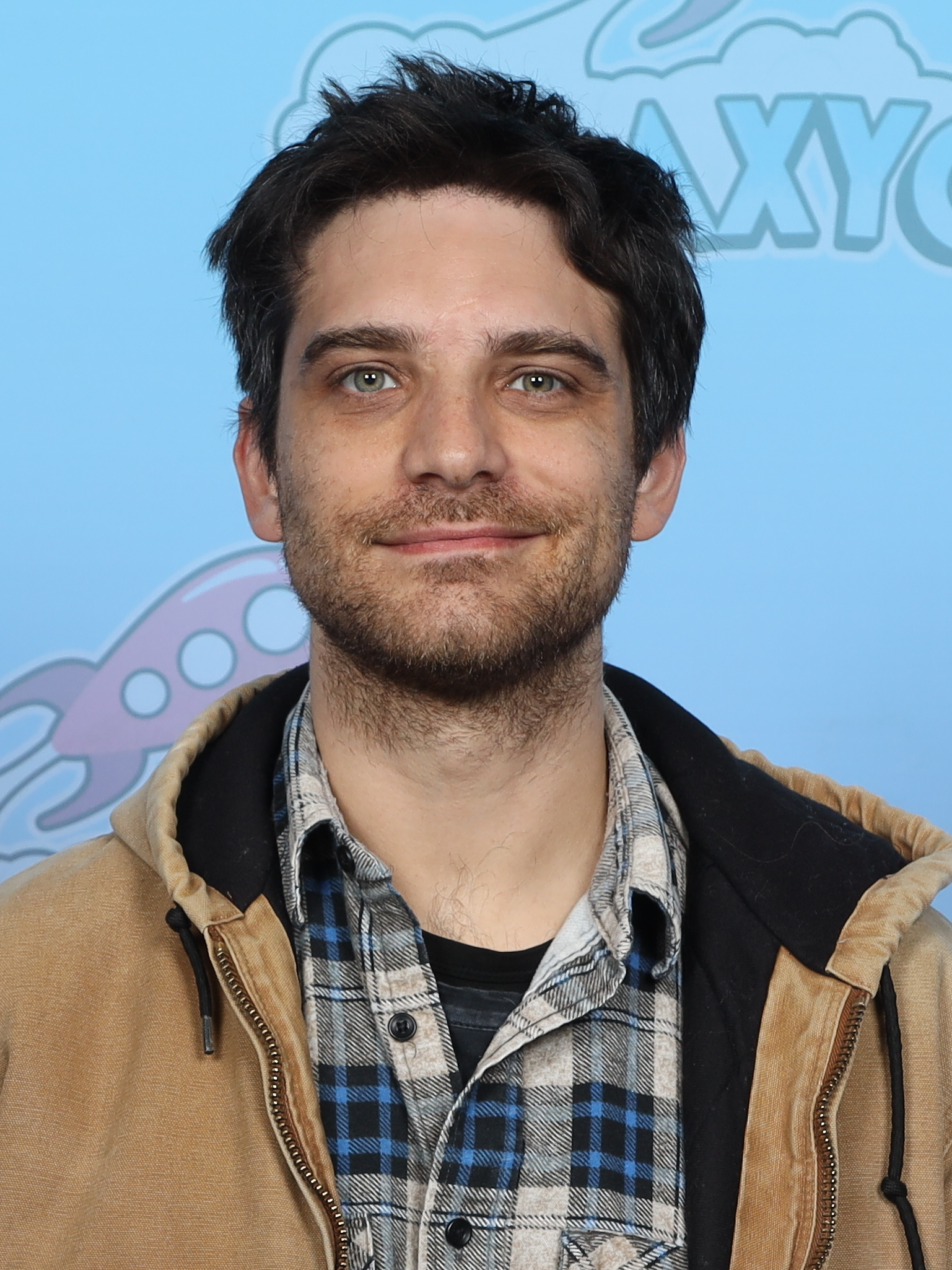
Jeff Ward (2024)

Jeff Ward (* 30. Dezember 1986 in Washington, D.C.) ist ein US-amerikanischer Schauspieler. Bekanntheit erlangte er vor allem durch die Rolle des Deke Shaw in der Serie Marvel’s Agents of S.H.I.E.L.D..

## Leben und Karriere
Jeff Ward wurde in der US-Hauptstadt Washington D.C. geboren und wuchs anschließend in Radnor, im Bundesstaat Pennsylvania, auf. Dort sammelte er auch erste Schauspielerfahrungen auf der Theaterbühne. Nach dem Schulabschluss besuchte er zusammen mit seinem Schauspielkollegen Miles Teller die Tisch School of the Arts in New York City. Seine jüngere Schwester arbeitet als Grundschullehrerin.
Seine erste Rolle vor der Kamera spielte Ward 2005 als Jugendlicher bei einem Gastauftritt in der Serie Criminal Intent – Verbrechen im Visier. Seine nächste Rolle spielte er dann erst 2011 in der Serie Body of Proof. 2012 war er im Film Vamperifica: The King is Coming Out zu sehen. Nach Auftritten in The Beauty Inside und The Mentalist spielte er 2015 die Rolle des Ben im Kurzfilm The Girlfriend Game, den er selbst produzierte. 2016 stellte er im Fernsehfilm Manson’s Lost Girls den Sektenführer Charles Manson dar.
2017 war er in der zweiten Staffel der Anthologie-Horrorserie Channel Zero in der Rolle des Seth Marlowe in einer Hauptrolle zu sehen. Ebenfalls 2017 sprach er für eine kleine Rolle in der Serie Marvel’s Agents of S.H.I.E.L.D. vor. Nachdem sich einige der Hauptdarsteller von seiner Darstellung begeistert gezeigt hatten, drängten sie die Macher der Serie, ihn in einer größeren Rolle zu besetzen. So wurde er als Deke Shaw besetzt, der in der fünften Staffel noch zu den Nebenfiguren gehörte, dann allerdings mit Beginn der sechsten Staffel zu einer Hauptfigur ausgebaut wurde. 2019 war Ward in der Tragikomödie Plus One in der Rolle des Trevor zu sehen. Anfang März 2022 wurde bekannt, dass er die Rolle des Piratenkapitäns Buggy der Clown im Netflix-Original One Piece verkörpern wird.

## Filmografie (Auswahl)
- 2005: Criminal Intent – Verbrechen im Visier (Criminal Intent, Fernsehserie, Episode 5x06)
- 2011: Body of Proof (Fernsehserie, zwei Episoden)
- 2012: Beautiful People (Fernsehfilm)
- 2012: Vamperifica: The King is Coming Out
- 2012: The Beauty Inside (Miniserie, zwei Episoden)
- 2012: Holly’s Holiday (Fernsehfilm)
- 2014: Next Time on Lonny (Fernsehserie, Episode 2x09)
- 2014: Open Season (Fernsehserie, Episode 1x02)
- 2015: The Mentalist (Fernsehserie, Episode 7x08)
- 2015: The Girlfriend Game (auch Produzent)
- 2015: Keep Recording (Fernsehfilm)
- 2016: Manson’s Lost Girls (Fernsehfilm)
- 2016: Rosewood (Fernsehserie, Episode 1x14)
- 2017: 555 (Miniserie, Episode 1x03)
- 2017: The Boy Downstairs
- 2017: Channel Zero (Fernsehserie, sechs Episoden)
- 2017–2020: Marvel’s Agents of S.H.I.E.L.D. (Fernsehserie, 45 Episoden)
- 2018: Imaginary Circumstances (Kurzfilm)
- 2019: Plus One
- 2021:  Hacks (Fernsehserie, eine Folge)
- 2023: One Piece (Fernsehserie, sechs Folgen)